# Schwebstoffe
Schwebstoffe oder suspendierte Stoffe sind in Wasser, Luft oder einem anderen Umgebungsmedium enthaltene mineralische oder organische Feststoffe, die nicht in Lösung gehen und wegen ihrer geringen Größe und ihres geringen Gewichts (vor allem bei einer ähnlichen Dichte wie der des Umgebungsmediums) in der Schwebe gehalten oder schon durch geringe Bewegungen des Mediums wieder verteilt werden. Einzelne Partikel eines Schwebstoffs werden auch als Schwebeteilchen bezeichnet.
Im Gegensatz dazu spricht man
- bei Stoffen, die auf einer Gewässersohle transportiert werden, von Geschiebe und
- bei Stoffen, die an der Oberfläche eines Gewässers transportiert werden, von Schwimmstoffen.

## Grundlegende Eigenschaften
Typische Gruppen von Schwebstoffen sind:
- Aerosolpartikel der Luft (insbesondere Schwebstaub), Stäube diverser Klassen (die Größensortierung etwa beeinflusst die Verweildauer), zum Teil auch Nebel
- feine Sedimentbildner, die zu Ablagerungen wie Schlamm oder Schluff führen
- Sedimentbestandteile und kleine Schlammflocken in Abwasser oder Fließgewässern. Die Reinigung erfolgt in Kläranlagen (Abwasserreinigung).

## Entfernung
Die Entfernung von Schwebstoffen erfolgt durch Absetzbecken (Sedimentation), chemische Fällung, Flotation, Filterung. Bei höherem Entfernungsgrad werden zum Beispiel HEPA-Filter für Gase (insbesondere Luft) verwendet.

## Messung
Der Gehalt an Schwebstoffen kann direkt durch Probenentnahme, Abscheidung (z. B. elektrostatisch oder durch Filtration) und Rückstandsmessung erfolgen.
Ebenfalls möglich sind indirekte Verfahren durch Messung der Trübung des Umgebungsmediums (optisch durch Streulicht- oder Durchlichtmessung). Auch indirekte akustische Messverfahren sind in Entwicklung.

## Schwebstoffe in der Hydrologie
Eindrucksvolles Beispiel für große Mengen von Schwebstoffen sind Ströme wie Amazonas, Nil oder Mekong oder die einstigen Zuflüsse zum Jezero-Kratersee auf dem Mars. Die Schwebstoffe ergeben je nach Zusammensetzung eine für den Fluss typische Farbe.
Aus den angeschwemmten – oft sehr fruchtbaren – Schwebstoffen kann sich im Lauf der Jahrtausende ein Delta entwickeln, da sich die Schwebstoffe in Abhängigkeit von der Fließgeschwindigkeit, ihrer Korngröße und Dichte ablagern (Sedimentation). Bei hohen Fließgeschwindigkeiten kann jedoch auch eine Erosion der Sedimente und damit eine Weiterverteilung der Schwebstoffe erfolgen.
Wichtig sind dabei die Begriffe der
- Schwebstoffkonzentration oder auch Schwebstoffbelastung (Trockengewicht pro Volumen)
- Schwebstoffführung (Masse pro Zeitspanne)
- Schwebstofffracht (Masse pro fester Zeitspanne).

Generell sind Schwebstoffe in aquatischen Ökosystemen gemeinsam mit dem Wasser und dem Sediment ein wichtiger Teil des Ökosystems.
Schwebstoffe in Flüssen entstehen hauptsächlich durch Erosion, Verwitterung und Zersetzung von Gestein und Bewuchs von Schleim bildenden Mikroorganismen.
Im Allgemeinen liegt der Grenzkorndurchmesser von Schwebstoffen in Abhängigkeit von den Bedingungen bei 0,2 bis 0,7 mm.